# Recipient

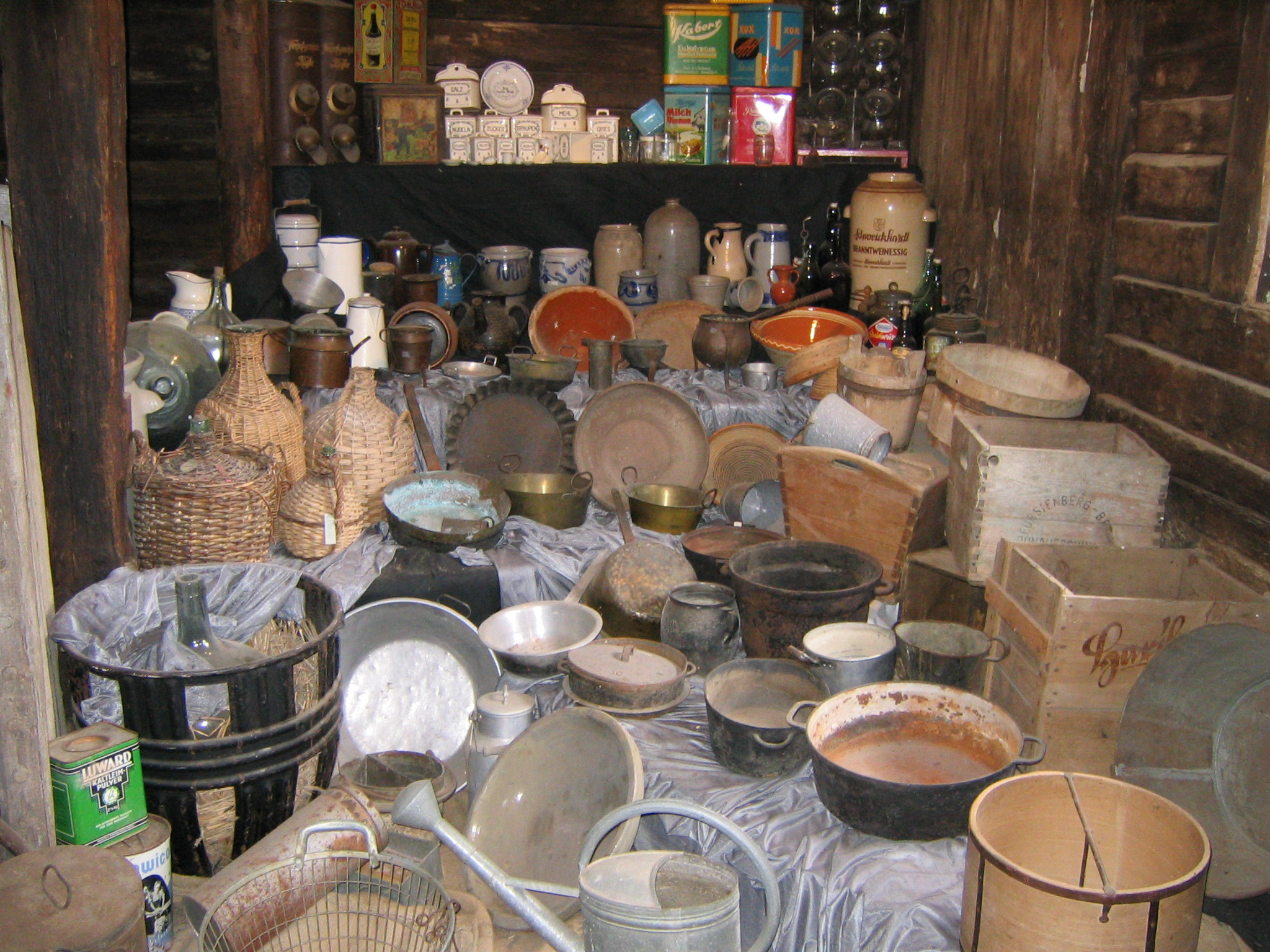
Mostra de recipients.

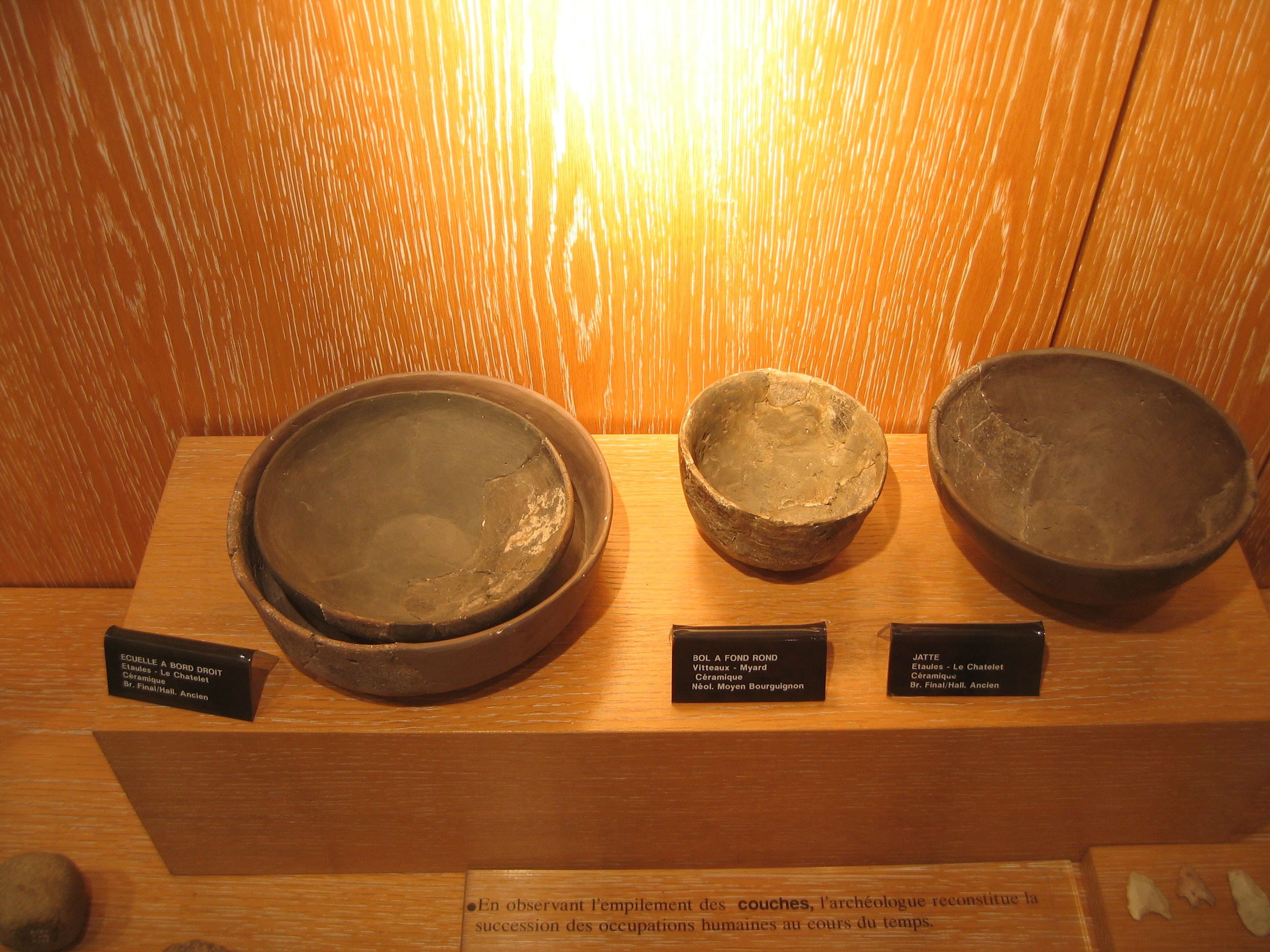
D'esquerra a dreta: Escudella, copa, bol.

Un recipient és un objecte o receptacle fondo, destinat a rebre productes sòlids (pols, grànuls ...), líquids o gasos. Recipient, del llatí recipĭens,-entis «que rep», participi del verb recipĕre, «rebre»; aparegut al vocabulari francès el 1555, com adjectiu, epítet de «vas»:
| « | terme general per a qualsevol cosa, que conté en el seu concavitat productes líquids o sòlids . | » |
| — |                                                                                                 |   |

A França va ser utilitzat al segle xvii com substantiu sinònim de vas, terme al que va acabar substituint. Els recipients són utilitzats en nombrosos àmbits de la vida quotidiana, sobretot a la cuina, a la indústria química, en el transport, com envasos), etc. La seva grandària és molt variable, des de les dimensions de les bótes de vi i els destinats a barrils de petroli fins a la copel·la d'un laboratori químic, passant pels innombrables estris de cuina, com ara olles de fang, cassoles, marmites, etc. Un recipient pot ser de gairebé qualsevol material: pèl, cuir, argila, porcellana, pedra, os, metall, tèxtil, vidre, fusta, plàstic o elastòmer, resina, etc. eventualment amb revestiment.